# IBook

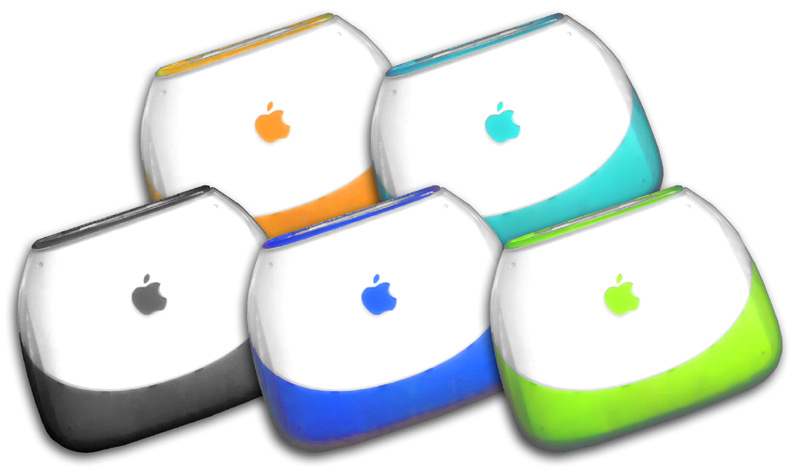
色彩繽紛的 iBook G3

iBook是苹果公司旗下的一条笔记本电脑产品线，系列初代产品iBook G3于1999年7月发布，这一产品线是面向个人、家庭与教育市场的廉价入门级笔记本产品系列，与苹果公司旗下的iMac、Power Macintosh和PowerBook系列组成了苹果公司新的精简产品线，其名中的“i”承袭自iMac，代表了“互联网（Internet）”，目的是为了强调设备能与互联网无缝集成，初代iBook是第一款采用集成无线网络设计的主流计算机，整个系列共历经三代产品，在第二代产品中改变了外观设计，在末代产品中升级了其所搭载的处理器，iBook在教育领域受到欢迎，其本身亦在商业上获得了成功，2005年，苹果公司宣布将Mac向英特尔平台迁移，随着这一行动的推进，苹果公司于2006年发布了新的产品系列MacBook，并以其替代了iBook，系列末代产品iBook G4在同年停产。

## iBook: iMac to go.
经过一番深思熟虑，史蒂夫·賈伯斯在1999年7月21日於紐約的Macworld Conference & Expo发布了iBook。它的設計哲學受到蘋果的桌上型電腦iMac之影響，擁有大的特殊外觀，半透明，和彩色的塑膠外殼。它的市場口號是"iMac to go"。
針對的消費者群包含年輕的小孩，因此在中心部位裝有手提把手。蘋果電腦讓Phil Schiller提著 iBook 然後從高處跳下（到墊子上），來展示他的外殼的耐久性。和 iMac 一樣，iBook 使用 PowerPC G3 晶片，且包含非蘋果的傳統介面。USB，Ethernet，和數據機埠都是標準配備，以及光碟機。這些沒有遮蓋的輸出輸入埠擺放在側邊，因為遮蓋被認為是容易損壞的。同樣地，iBook的彈簧鎖是隱藏的，也就是關閉螢幕時為了嵌合螢幕與主機所使用的勾子。在螢幕蓋上主機前的時候，螢幕上的小勾子會被磁鐵吸下來，然後嵌合主機。iBook 在底下側邊有電源連接頭，允許讓多個 iBook 可以在客制化的充電架上輕易的充電。
第一代的 iBook 是曾經售出擁有內建無線網路的第一部主流電腦，他的天線內建在顯示面板的邊緣（註，最原先的 iBook 需要一塊選購的 AirPort 擴充卡來使用無線網路）。蘋果電腦與朗訊電訊合作，開創 iBook 的無線網路能力，成為一個工業的標準。蘋果也在同時推出AirPort無線基地台，大大的加強了電腦的攜帶性。
蘋果推出的任何東西都變成熱烈的爭議——設計美學，特色，重量，效能，價格等等。iBook 在那時候比 PowerBook 稍微重，但只有更少的規格。很久的謠傳特色有觸控式螢幕，超長時效的電池都不存在。iBook 由於它獨特的設計，被標榜為 "蛤殼"，在中國也被戲稱為"馬桶座"。
但不管這些隨之而來的批評如何，在電子產品的銷售史上， iBook 有成功的銷售佳績和口碑。產品線不斷地得到處理器、記憶體，和硬碟的升級。就像 iMac，推出多種新的顏色機種；FireWire 和視訊輸出也被加入。

### 型式
- iBook（1999年6月21日）- 第一部 iBook（橘子，藍莓）
  - 12-inch 主動矩陣 TFT 顯示（800x600 最大解析度）
  - G3 300 MHz
  - 32/64 MB 記憶體
  - 6 GB 硬碟
  - CD-ROM
  - USB, Ethernet
  - Airport (B)
  - Mac OS 8.6
- iBook 第二版（2000年2月16日）- 次要的擴充到現存的產品線（鉛黑色）
  - 366 MHz
  - Mac OS 9.0.2
  - （其他的規格與 iBook 相同）
- iBook Firewire/SE（2000年9月13日）- 主要的改版（鉛黑色，靛藍色，Key-lime）
  - 12-inch 主動矩陣 TFT 顯示（800x600 最大解析度）
  - G3 366/466 MHz
  - 64 MB 記憶體
  - 10 GB 硬碟
  - CD/DVD-ROM
  - USB, Firewire, Video Out, Ethernet
  - Airport (B)
  - Mac OS 9.0.4

原本的 iBook 設計到 2001年5月 就中止，轉而推出新的 "雙 USB" iBook.

### 擴充性／升級
iBook 可以讓消費者自行安裝的部份只有擴充記憶體跟 AirPort 無線網卡，透過兩個鍵盤上的卡榫可以輕易的移開鍵盤。在保固內沒有其他的安裝或變更可以作，而且沒有 PCMCIA 擴充埠來提供額外的擴充功能。要存取到內部的元件的話，像是硬碟驱动器或是光碟驱动器，需要複雜的過程和數不盡的螺絲起子來打開。這個限制到現今生產的所有 iBook 都還是如此。

## iBook 雙 USB 埠（12.1吋 & 14.1吋）
下一代的 iBook 在 2001年3月1日於庫比提諾的研討發表會上首次露臉。重要的是，這部機器已經重新發明，擁有新的特色和新的設計。
美學上來講，先前 iBook 的強烈顏色和根本的外觀（比較有競爭）都捨棄了，轉變為單純白色和輕薄的外觀。這個更小的機器重量比較輕，有更高品質的 12吋 LCD 螢幕和更大的想法成為優越的設計。蘋果電腦的精采設計得到工業讚譽，因此被廣泛的複製。
iBook 的設計，跟隨著從他的姊妹產品來的元素，PowerBook G4是目前蘋果電腦整個產品使用的母體。只有幾個比較少的例外，在消費者產品線使用白色的塑膠，像是iMac、eMac、和 iBook，而飛機使用的鋁則在專業的產品像是Power Mac G5和PowerBook G4中被採用。
之後 iBook 的設計就大部分維持一樣。在2002年1月7日於舊金山的Macworld Conference & Expo中，現有的 12吋型號中加入14吋的型號。
後來，PowerPC G4的晶片和吸入式光碟，於2003年10月23日加入到 iBook，最後結束了蘋果電腦使用 G3 的晶片。及後，蘋果電腦的膝上型／可攜式產品線只包含 iBook 和 PowerBook G4。

### 型號

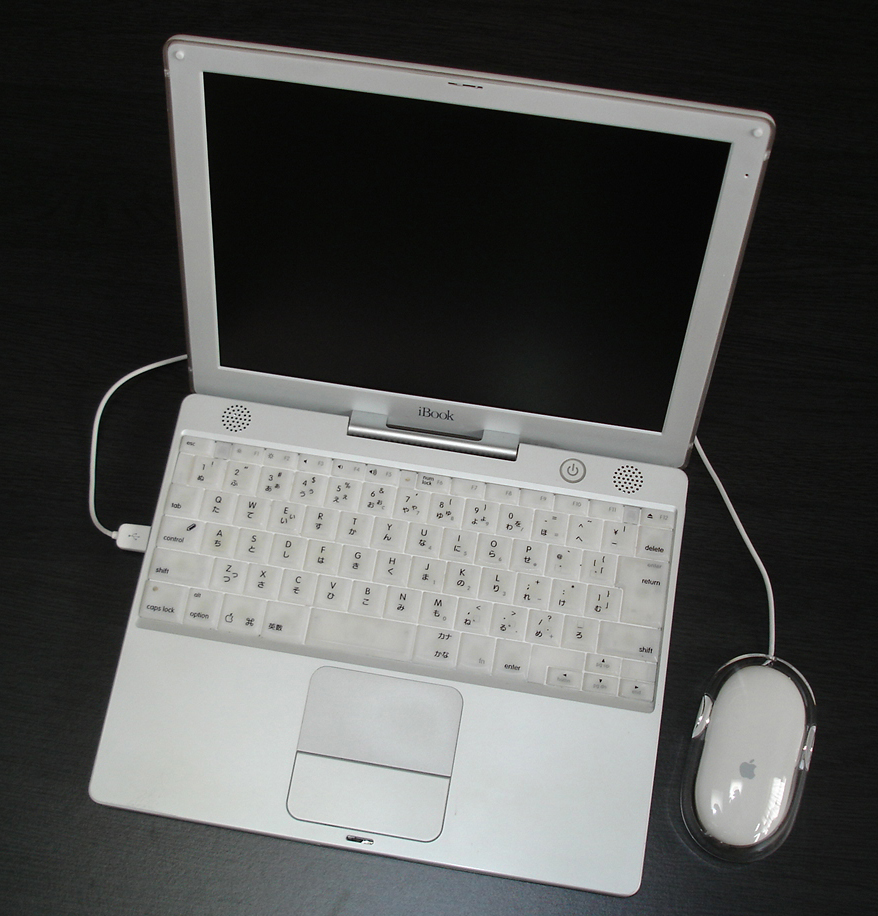
第二代 iBook

- iBook 雙 USB（2001年5月1日）- 第二代 iBook
  - 12-inch 主動矩陣 TFT 顯示（1024x768 最大解析度）
  - G3 500 MHz
  - 128 MB 記憶體
  - 10 GB 硬碟
  - CD/CDRW/DVD/Combo
  - USB, Firewire, Video Out, Ethernet
  - Airport (B)
  - Mac OS 9.1
- iBook 雙 USB 2001年後期（2001年10月16日）- 小改版
  - 600 MHz
  - 15 GB 硬碟（大部份的型號）
  - Mac OS X 10.1
  - （其他規格與雙 USB 版本相同）
- iBook 14吋（2002年1月7日）- 新型號，更大的 14 吋顯示
  - 14-inch 主動矩陣 TFT 顯示（1024x768 最大解析度）
  - 256 MB 記憶體
  - （其他規格與 2001 年後的雙 USB 版本相同）
- iBook 2002年中（2002年5月20日）-  小改版
  - 600/700 MHz
  - Mac OS X 10.1
  - （其他的規格與 14吋版本相同）
- iBook 2003年早期（2003年4月22日）- 小改版
  - 800/900 MHz
  - Mac OS X 10.2
  - （其他規格與 2002 年中期版本相同）

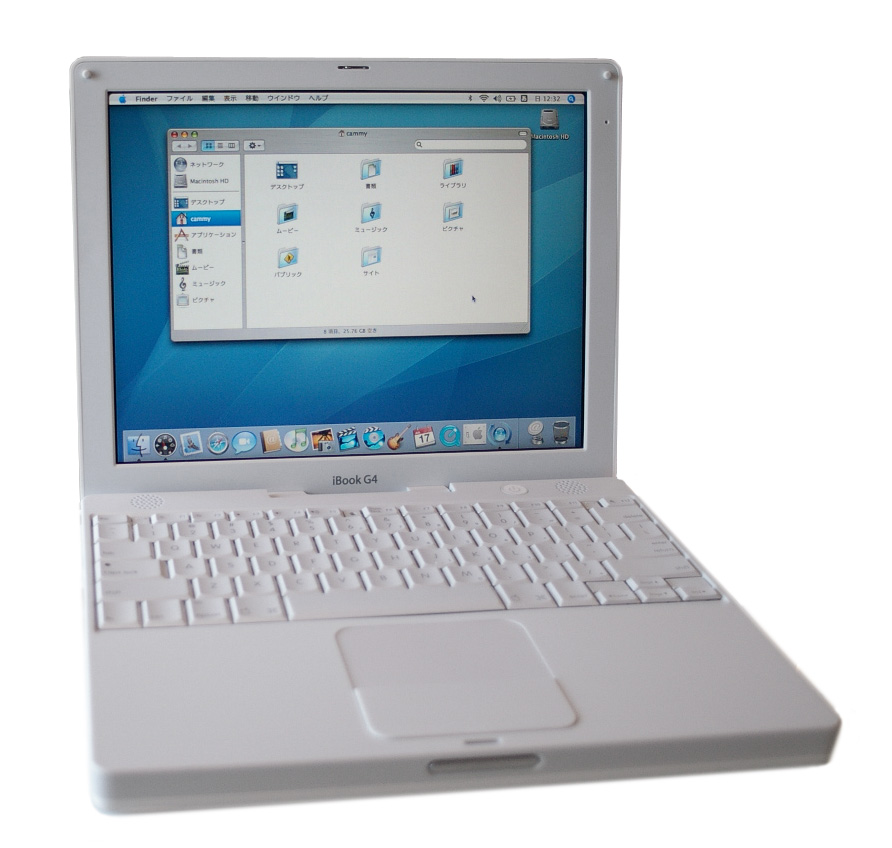
iBook G4. 新的 iBook 外框更加的薄且更主流化，在鎂框架上大部分由白色跟灰色的塑膠所構成。

- iBook G4（2003年10月22日）- 主要大改版，更換處理器
  - 12吋 or 14吋 主動矩陣 TFT 顯示器（1024x768 最大解析度）
  - G4 800/933/1000 MHz
  - 256 MB 記憶體
  - 30/40/60 GB 硬碟
  - 吸入式 Combo (CD-RW/DVD-ROM)
  - USB, Firewire, Video Out, Ethernet
  - Airport Extreme (G)
  - Mac OS X 10.3 "Panther"
- iBook G4 2004年早期（2004年4月19日）- 小改版
  - G4 1.0/1.25 GHz
  - 吸入式 SuperDrive (DVD-R) 成為選購配備
  - （其他的規格與 2003年 iBook G4 相同）
- iBook G4 2004年後期（2004年10月19日）- 小改版
  - G4 1.2/1.33 GHz
  - 30/60/80 GB 硬碟
  - 吸入式 Combo/SuperDrive
  - （其他的規格與 iBook G4 2004年早期版本相同）
- iBook G4 2005年中期（2005年7月26日）
  - M9846LL/A: 1.33 GHz; 12吋顯示；40GB 硬碟；吸入式 Combo Drive DVD-ROM/CD-RW
  - M9848LL/A: 1.42 GHz; 14吋顯示；60GB 硬碟；吸入式 SuperDrive DVD±RW/CD-RW
  - 兩個型號都有新的特色：512MB 記憶體（可擴充至 1.5GB）；ATI Mobility Radeon 9550 圖形處理器搭配 32MB 視訊記憶體；防震感測裝置（Sudden Motion Sensor，如果 iBook 掉落則會把硬碟磁頭歸位）；支援捲動的觸控板；藍芽 2.0+EDR；
  - （其他規格與 2004年 後期 iBook G4 一樣）
  - （Apple 原先搭配 Mac OS X 10.3 Panther 一起出貨，但由於 Mac OS X 10.4 Tiger 的推出，故所有 iBook 都包含Mac OS X 10.4 Tiger。）

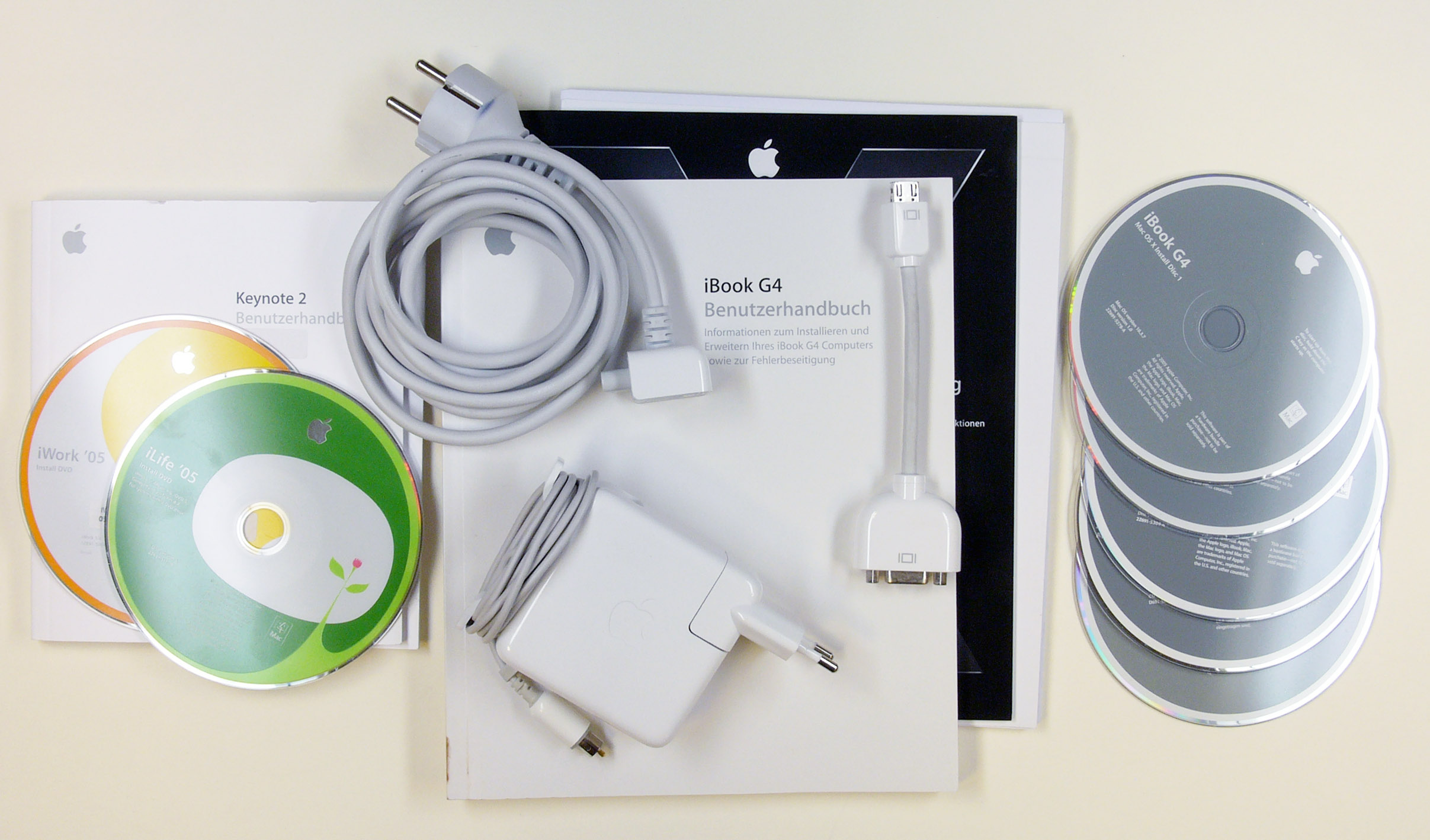
iBook G4的配件

### 擴充性／升級
客戶可以自行安裝的部份，像是 AirPort（無線）擴充卡，或者是額外的記憶體，安裝到 iBook 是相當的容易，因為鍵盤的設計，只要把兩個彈簧扣打開就可以輕易的移下鍵盤，如果想要的話也可以用螺絲起子把它鎖起來。
然而，現在的 iBook 設計也特別顯得很難打開，像是硬碟升級對於外行人來說就不太可能。要更換或者是拿到硬碟機，需要至少三種起螺絲起子，轉下超過三十個螺絲，而且過程中要拿下許多不相干的零件。比較起來，大部份 Intel 的筆記型電腦之外觀因素，只要使用一或兩種螺絲起子，就可以把硬碟盒子拆下。

## 外部連結
- Apple - iBook（页面存档备份，存于）
- AppleSpec 消費者規格列表（页面存档备份，存于）
- Apple - 如何辨識你的 iBook[永久]
- 綜合的技術細節
- iBook at Everymac（页面存档备份，存于）
- Article: iBook: An iMac to Go（页面存档备份，存于） from TidBITS issue 490
- Do-It-Yourself（页面存档备份，存于） 升級指南。

1. ↑  . web.archive.org. 2017-02-02  [2024-02-01]. 原始内容存档于2017-02-02.
2. ↑  . web.archive.org. 2009-04-23  [2024-02-01]. 原始内容存档于2009-04-23.
3. ↑  staff, CBSNews com staff CBSNews com. . www.cbsnews.com. 1999-09-13  [2024-02-01]. （原始内容存档于2024-02-01） （美国英语）.
4. 1 2  Isaacson, Walter. . Simon & Schuster. 2011. Think Different, Jobs as iCEO. ISBN 1-4516-4853-7.
5. ↑  . web.archive.org. 2017-02-02  [2024-02-01]. 原始内容存档于2017-02-02.
6. ↑  . web.archive.org. 2012-01-28  [2024-02-01]. （原始内容存档于2012-01-28）.
7. ↑  . lowendmac.com.   [2024-02-01]. （原始内容存档于2024-05-13）.
8. ↑  . Apple Newsroom.   [2024-02-01]. （原始内容存档于2019-04-03） （美国英语）.
9. ↑  . everymac.com.   [2024-02-01]. （原始内容存档于2024-02-01）.
10. ↑  Ecker, Clint. . Ars Technica. 2006-05-19  [2024-02-01]. （原始内容存档于2024-04-05） （美国英语）.